# Ttukbaegi
Ttukbaegi là một nồi đất tráng men của Triều Tiên. dùng để nấu hoặc đựng jjigae (hầm), guk (súp), Hoặc để nấu các món trong ẩm thực Triều Tiên. Nó được làm từ cát và bùn.

## Liên kết
- "Ttukbaegi (뚝배기)" (bằng tiếng Hàn). Nate/ EncyKorea. Bản gốc lưu trữ ngày 10 tháng 6 năm 2011. Truy cập ngày 27 tháng 7 năm 2016.
- (tiếng Hàn) Ecological city together with civilization, Ulsan 문명과 함께 어울리는 생태도시, 울산 tại Joins.com